# Pachyta bicuneata
Pachyta bicuneata är en skalbaggsart som beskrevs av Victor Ivanovitsch Motschulsky 1860. Pachyta bicuneata ingår i släktet Pachyta och familjen långhorningar. Inga underarter finns listade i Catalogue of Life.